# Lista de prefeitos de Salto Grande
Esta é a lista de prefeitos e vice-prefeitos do município de Salto Grande, estado brasileiro de São Paulo.
| Nº | Nome                                             | Imagem                         | Partido                                          | Vice-prefeito                                   | Início do mandato       | Fim do mandato                                        | Observações                                   |
| 1  | José Ferraz da Rosa                              |                                | Partido Republicano Paulista PRP                 | —                                               | 31 de março de 1912     | 15 de janeiro de 1915                                 | Prefeito eleito indiretamente                 |
| 2  | Cap. Abelardo O. Guimarães                       |                                | Partido Republicano Paulista PRP                 | —                                               | 15 de janeiro de 1915   | 15 de janeiro de 1917                                 | Prefeito eleito indiretamente                 |
| 3  | Mansueto Martorello                              |                                | Partido Republicano Paulista PRP                 | —                                               | 15 de janeiro de 1917   | 15 de janeiro de 1919                                 | Prefeito eleito indiretamente                 |
| 4  | Cel. Virgílio José Ferreira                      |                                | Partido Republicano Paulista PRP                 | —                                               | 15 de janeiro de 1919   | 15 de janeiro de 1921                                 | Prefeito eleito indiretamente                 |
| 5  | Cel. Francisco Inácio da Gama                    |                                | Partido Republicano Paulista PRP                 | —                                               | 15 de janeiro de 1921   | 15 de janeiro de 1923                                 | Prefeito eleito indiretamente                 |
| 6  | Simphronio Falcão                                |                                | Partido Republicano Paulista PRP                 | —                                               | 15 de janeiro de 1923   | 15 de janeiro de 1925                                 | Prefeito eleito indiretamente                 |
| 7  | Cel. Joaquim Gabriel O. Machado                  |                                | Partido Republicano Paulista PRP                 | —                                               | 15 de janeiro de 1925   | 15 de janeiro de 1927                                 | Prefeito eleito indiretamente                 |
| 8  | Cap. Pedro Pinto da Silva                        |                                | Partido Republicano Paulista PRP                 | —                                               | 15 de janeiro de 1927   | 15 de janeiro de 1929                                 | Prefeito eleito indiretamenteo                |
| 9  | Antônio Lopes da Costa                           |                                | Partido Republicano Paulista PRP                 | —                                               | 15 de janeiro de 1929   | 1º de outubro de 1930                                 | Prefeito eleito indiretamente                 |
| 10 | Cel. Bernardo da Souza Mursa                     |                                | Partido Republicano Paulista PRP                 | —                                               | 1º de outubro de 1930   | 10 de outubro de 1936                                 | Prefeito nomeado                              |
| 11 | Alberto Santa Lúcia                              |                                | Partido Progressista PP                          | —                                               | 10 de novembro de 1936  | 11 de fevereiro de 1938                               | Prefeito nomeado                              |
| 12 | Francisco Dionísio dos Santos                    |                                | Partido Progressista PP                          | —                                               | 10 de novembro de 1938  | 10 de setembro de 1941                                | Prefeito nomeado                              |
| 13 | Serafim Duarte Corrêa                            |                                | Partido Republicano Democrático PRD              | —                                               | 12 de setembro de 1941  | 11 de fevereiro de 1943                               | Prefeito nomeado                              |
| 14 | Francisco Di Giácomo                             |                                | Partido Social Democrático PSD                   | —                                               | 12 de fevereiro de 1943 | 1º de julho de 1945                                   | Prefeito nomeado                              |
| 15 | Arnaldo Pocay                                    |                                | Partido Social Democrático PSD                   | —                                               | 1º de julho de 1945     | 22 de março de 1947                                   | Prefeito nomeado                              |
| —  | Anselmo Andreollo                                |                                | Partido Social Progressista PSP                  | —                                               | 22 de março de 1947     | 30 de abril de 1947                                   | Prefeito nomeado de forma interina            |
| —  | Agostinho Ribeiro de Carvalho                    |                                | Partido Social Progressista PSP                  | —                                               | 30 de abril de 1947     | 29 de maio de 1947                                    | Prefeito nomeado de forma interina            |
| —  | Anselmo Andreollo                                |                                | Partido Social Progressista PSP                  | —                                               | 29 de maio de 1947      | 15 de julho de 1947                                   | Prefeito nomeado de forma interina            |
| —  | Leone Ferreira                                   |                                | Partido Social Progressista PSP                  | —                                               | 15 de julho de 1947     | 31 de dezembro de 1947                                | Prefeito nomeado de forma interina            |
| 16 | Afonso Ferrazoli                                 |                                | Partido Social Progressista PSP                  | —                                               | 1º de janeiro de 1948   | 31 de dezembro de 1951                                | Prefeito eleito                               |
| 17 | Walter Ribeiro Homem                             |                                | Partido Social Democrático PSD                   | Josaphat Paes (PSP)                             | 1º de janeiro de 1952   | 31 de dezembro de 1955                                | Prefeito e vice eleitos em sufrágio universal |
| 18 | Afonso Ferrazoli                                 |                                | Partido Social Progressista PSP                  | José Adarino Sinício                            | 1º de janeiro de 1956   | 31 de dezembro de 1959                                | Prefeito eleito                               |
| 19 | José Adarino Sinício                             |                                | Partido Democrata Cristão PDC                    | Christiano de Almeida Drumond                   | 1º de janeiro de 1960   | 31 de janeiro de 1965                                 | Prefeito eleito                               |
| 20 | Dionísio Antônio Mouco                           |                                | Aliança Renovadora Nacional ARENA                | Marco Antônio de Oliveira Lacerda               | 1º de fevereiro de 1965 | 31 de janeiro de 1969                                 | Prefeito eleito                               |
| 21 | Geraldo Vieira Martins                           |                                | Aliança Renovadora Nacional ARENA                | Marcos Aurélio Siqueira Magalhães               | 1º de fevereiro de 1969 | 31 de janeiro de 1973                                 | Prefeito eleito                               |
| 22 | Virgílio Alexandre Guerra                        |                                | Aliança Renovadora Nacional ARENA                | João Carlos Pocay                               | 1º de fevereiro de 1973 | 31 de janeiro de 1977                                 | Prefeito eleito                               |
| 23 | João Carlos Pocay                                |                                | Aliança Renovadora Nacional ARENA                | Fortunato Figueira                              | 1º de fevereiro de 1977 | 31 de janeiro de 1983                                 | Prefeito eleito                               |
| 24 | Fortunato Figueira                               |                                | Partido do Movimento Democrático Brasileiro PMDB | Luiz Gonzaga de Rezende Júnior                  | 1º de fevereiro de 1983 | 31 de dezembro de 1988                                | Prefeito eleito                               |
| 25 | Asdrúbal de Oliveira Junior                      |                                | Partido Trabalhista Brasileiro PTB               | Wesley Semboloni Bittencourt                    | 1º de janeiro de 1989   | 31 de dezembro de 1992                                | Prefeito eleito                               |
| 26 | Gilmar Antônio Mouco                             |                                | Partido Democrático Social PDS                   | Érico Raimundo Guimarães Fantini                | 1º de janeiro de 1993   | 31 de dezembro de 1996                                | Prefeito eleito                               |
| 27 | Asdrúbal de Oliveira Junior                      |                                | Partido Trabalhista Brasileiro PTB               | Cláudio de Castro Reiff                         | 1º de janeiro de 1997   | 31 de dezembro de 2000                                | Prefeito eleito                               |
| 28 | Waldemar Corrêa, Wal                             |                                | Partido do Movimento Democrático Brasileiro PMDB | Sebastião Eugênio Giacon, Tião da Cafeeira (PP) | 1º de janeiro de 2001   | 31 de dezembro de 2004                                | Prefeito e vice eleitos em sufrágio universal |
| 28 | Waldemar Corrêa, Wal                             | 1º de janeiro de 2005          | Partido do Movimento Democrático Brasileiro PMDB | Sebastião Eugênio Giacon, Tião da Cafeeira (PP) | 31 de dezembro de 2008  | Prefeito e vice reeleitos em sufrágio universal       |                                               |
| 29 | Geraldo Aparecido Bittencourt Morais, Geraldinho |                                | Partido do Movimento Democrático Brasileiro PMDB | João Carlos Ribeiro, Carlinhos (PSB)            | 1º de janeiro de 2009   | 31 de dezembro de 2012                                | Prefeito e vice eleitos em sufrágio universal |
| 30 | Dirceu Feltrin                                   |                                | Partido Trabalhista Brasileiro PTB               | Miguel Ângelo de Almeida (PTB)                  | 1º de janeiro de 2013   | 31 de dezembro de 2016                                | Prefeito e vice eleitos em sufrágio universal |
| 31 | João Carlos Ribeiro, Carlinhos                   |                                | Partido da Social Democracia Brasileira PSDB     | Waldemar Corrêa, Wal (PMDB)                     | 1º de janeiro de 2017   | 31 de dezembro de 2020                                | Prefeito e vice eleitos em sufrágio universal |
| 32 | Mario Rosa                                       |                                | Partido Liberal PL                               | Miguel Ângelo de Almeida (PTB)                  | 1º de janeiro de 2021   | 31 de dezembro de 2024                                | Prefeito e vice eleitos em sufrágio universal |
| 32 | Mario Rosa                                       | Rafael Henrique Moralez (NOVO) | Partido Liberal PL                               | 1° de janeiro de 2025                           | Atualidade              | Prefeito reeleito e vice eleito em sufrágio universal |                                               |